# German Ruano
German Ruano   (Ciutat de Guatemala, 17 d'octubre de 1971) és un exfutbolista guatemalenc de la dècada de 1990.
Fou 67 cops internacional amb la selecció de Guatemala.
Pel que fa a clubs, destacà a CD Suchitepéquez i CSD Municipal.